# 長野裕子
長野 裕子（ながの ゆうこ）は、日本の文部科学省官僚。お茶の水女子大学理学部生物学科を卒業後、科学技術庁（現在の文部科学省）に入庁。宇宙開発や原子力等の部署を経て、2023年8月から文部科学省大臣官房サイバーセキュリティ・政策立案総括審議官。1児の母。

## 略歴
- 石川県金沢市出身。金沢大学附属高等学校卒業。
- お茶の水女子大学理学部生物学科を経て、同大学院理学研究科修了
- 1991年 科学技術庁（現在の文部科学省）に入庁、研究開発局
- 内閣府 原子力安全委員会事務局
- 2003年 在オーストラリア大使館一等書記官
- 2006年 文部科学省ライフサイエンス課・生命倫理・安全対策室 安全対策官
- 2008年 科学技術政策研究所 第3調査研究グループ　総括上席研究官
- 2010年 科学技術振興機構研究開発戦略フェロー
- 2013年7月1日　文部科学省 科学技術・学術政策局　科学技術・学術戦略官（国際担当）
- 2014年7月25日　文部科学省研究振興局参事官
- 2015年 文部科学省研究開発局環境エネルギー課長
- 2016年 物質・材料研究機構理事
- 2020年 文部科学省大臣官房審議官[1]
- 2021年  内閣府 健康・医療戦略推進事務局次長[2]、内閣府日本医療研究開発機構担当室次長、文部科学省大臣官房付[3]
- 2023年  文部科学省大臣官房サイバーセキュリティ・政策立案総括審議官[4]
- 2024年 高エネルギー加速器研究機構理事[5]

（主な出典、）